# Sancio Panza
Sancio Panza (in spagnolo Sancho Panza) è un personaggio del romanzo Don Chisciotte della Mancia di Miguel de Cervantes.
Contadino e compagno di avventure di Alonso Chisciano, il cavaliere lo trascina nella sua folle avventura errante, con la promessa di lasciargli il governo di un'isola e un castello.